# Operacija Baklja
Operacija Baklja (eng. Operation Torch) (u početku se zvala Operacija Gimnastičar) je bila britansko-američka invazija Francuske Sjeverne Afrike u Drugom svjetskom ratu na Sjevernoafričkom bojištu, otvorenom 8. studenog 1942.
Sovjetski Savez je inzistirao na potrebi da SAD i Velika Britanija započnu operacije u Europi i da otvore drugi front kako bi se smanjio pritisak njemačkih snaga na sovjetsku vojsku. Dok su se Amerikanci zalagali za Operaciju Malj - iskrcavanje u okupiranoj Europi što je prije moguće, Britanci su vjerovali da bi taj potez završio katastrofalno. Umjesto tog napada, predstavljen je plan napada na Sjevernu Afriku, koji bi očistio Sjevernu Afriku od Sila Osovine i unaprijedio savezničku kontrolu Sredozemnog mora. Također, to bi bila i priprema za invaziju na Južnu Europu 1943. godine. Američki predsjednik Franklin Delano Roosevelt sumnjao je da zbog operacija u Africi neće biti invazije na Europu 1943., ali je odlučio podržati britanskog premijera Winstona Churchilla.

## Pozadina
U Londonu se još tijekom najžešćih napada na Maltu spremali planovi za operaciju “Torch” koja je predviđala anglo-američko iskrcavanje u Sjevernoj Africi kako bi se Rommela ukliještilo između 8. armije i invazijskih snaga. U svezi s tim planom bile su razmatrane i kasnije akcije invazije na Siciliju i Italiju, a Churchill je zagovarao i invaziju na Balkan no zbog američkog protivljenja od toga se kasnije odustalo. “Torch” se sastojao od 3 velike operacije, iskrcavanjima kod Casablance, Orana i Alžira. 
Bila je to prva zajednička operacija vojski SAD-a i Ujedinjenog Kraljestva koja je utoliko bila osjetljivija jer je plan iziskivao iskrcavanje na područje marionetske Francuske pod zapovjedništvom maršala Petaina.

## Tijek borbi
Istočni dio područja iskrcavanja bio je pod britanskim zapovjedništvom, a zapadni pod američkim, a cijelom je akcijom koordinirao gen. Eisenhower. Western Task Force bio je sačinjen isključivo od američkih vojnika i brodova koji su krenuli 23. listopada iz SAD-a. Konvoj je imao 28 transportnih brodova s 37.000 vojnika s teškim naoružanjem, 3 bojna broda, 6 krstarica, 1 nosač aviona i 40 razarača.
Te su jedinice imale zadatak osigurati iskrcavanje u Maroku. Pri iskrcavanju Francuzi su pružili otpor i otvorili vatru iz obalnih baterija i brodova koji je brzo slomljen. No važno je napomenuti da je pri iskrcavanju došlo do većeg nereda i dezorijentiranosti napadača što je uz jači otpor moglo imati kobne posljedice. Već 11. studenog američka je flota čekala naređenje za uništenje Casablance no u zadnji čas je objavljena njena predaja te je Maroko bio čvrsto u savezničkim rukama.
Druga faza ove operacije iziskivala je osvajanje Orana i Alžira. Ova je invazijska flota s 72.000 vojnika (49.000 Amerikanaca) krenula s rijeke Clyde. Ova je operacija bila daleko složenija jer su se brodovi pri samom isplovljavanju raspoređivali po točkama iskrcavanja. 
S danom plovidbe razlike oni su se istovremeno našli pred svojim ciljevima. Napad na Oran izvršili su isključivo Amerikanci zbog dobro poznatih događaja s početka rata, a osiguranje su činili i 1 bojni brod, 3 nosača zrakoplova, 1 krstarica, 3 razarača. Alžirsku grupu s 43.000 vojnika (10.000 Amerikanaca) štitili su 2 nosača zrakoplova, 6 krstarica i 13 razarača. Ova je grupa snosila najveći rizik jer su u njenoj blizini bile koncentrirane najjače protivničke snage. Na pučini Sredozemlja nalazila se još jedna i najsnažnija eskadra, ona admirala Cunninghama koja je štitila invazijsku flotu od eventualnog talijanskog napada te ju je trebala uništiti u slučaju napada. Njezina snaga bila je impresivna: 4 bojna broda, 2 nosača zrakoplova, 4 krstarice i 17 razarača.
Eskadre koje su napale Oran i Alžir lakše su se orijentirale i snašle jer na tom djelu obale nije bilo mjera zamračenja. Između 1 i 3 sata ujutro krenulo je iskrcavanje. Ono je obavljeno na 3 mjesta u okolici Orana i prošlo je bez značajnijeg otpora Francuza. Tek su u samom Oranu obalna utvrđenja pružila otpor, ali ih je uskoro ušutkao bojni brod “Rodney”. Uskoro je i 5 francuskih razarača krenulo u napad na Britance no i oni su ubrzo uništeni te je tako cjelokupna obrana bila neutralizirana. Oran je pao.
Alžir je također osvojen u munjevitoj akciji padobranaca koji su osigurali okolne aerodrome iako je opet došlo do pomutnje u rasporedu desantnih čamaca, no sva su ta neugodna, ali jeftina iskustva dobro došla saveznicima u kasnijim operacijama. Uskoro su se razmahale kopnene borbe između Nijemaca i saveznika, a 8. je armija nezaustavljivo išla na zapad. Tada su se prvi puta susrele njemačke i američke snage u bitci kod Kasserine gdje su neiskusne američke jedinice pretrpjele težak poraz.
Još je jedan događaj neposredno povezan s operacijom “Torch”, a to je samouništenje francuske flote u Toulonu. Naime Nijemci su odlučili zauzeti te ratne brodove kao što su prije nekoliko dana učinili s 9 podmornica u Bizerti. No francuski vojni vrh imao je dvije frakcije, jednu prešutno odanu de Gaulleu i drugu koja je bila za suradnju s nacistima. Prevagnula je antifašistička struja te su u dramatičnoj akciji na sidrištu samopotopljena 3 bojna broda, 7 krstarica i 30 razarača. 
Prvom polovicom 1943. godine britanska flota učvrščuje svoj nadzor nad Sredozemljem te uskoro počinje velika zračna ofanziva savezničkog zrakoplovstva na talijanske gradove i brodove. Samim početkom 1943. pada Tripoli što Montgomerijevoj 8. armiji daje dodatnu snagu te razbija Rommelovu Maretovu liniju.

## Posljedice
Izbacivanjem Sila osovine iz Sjeverne Afrike saveznici su konačno osigurali Suez i južno Sredozemlje te si otvorili put za daljnje operacije usmjerene protiv fašističke Italije. Uz ove strateške dobitke zarobili su i tisuće najiskusnijih vojnika Rommelovog afričkog korpusa.

## Vanjske poveznice
- http://www.uscg.mil/history/OperationTorch.html  Arhivirana inačica izvorne stranice od 13. listopada 2007. (Wayback Machine)
- http://www.historylearningsite.co.uk/operation_torch.htm
- http://www.buzzle.com/editorials/11-7-2002-29827.asp  Arhivirana inačica izvorne stranice od 25. kolovoza 2007. (Wayback Machine)
- Boris Prikril, Borba za Sredozemlje, Znanje 1969., Zagreb

Sestrinski projekti
|  | Zajednički poslužitelj ima stranicu o temi Operacija Baklja    |
|  | Zajednički poslužitelj ima još gradiva o temi Operacija Baklja |